# Royal Feu
Royal Feu (né le 13 avril 1983, mort en 2012) est un étalon de robe baie, inscrit au stud-book du Selle français, reproducteur en saut d'obstacles. Il est notamment le père de la jument Nayana et de l'étalon Magnus Romeo.

## Histoire
Il naît le 13 avril 1983, à l'élevage de M. Jean-Marie Lecuyer, à Chaumontel dans le Val-d'Oise, en France. Il est approuvé à la reproduction en 1990. Le fils de son naisseur, par ailleurs son propriétaire, Romain Lecuyer, le monte en concours de 1e catégorie jusqu'en 1997, parvenant à le classer régulièrement en Grand prix A1. À partir de 1997, Royal Feu cesse de concourir et est voué à la reproduction.
Il meurt en 2012, mais sa mort n'est enregistré que le 17 juillet 2014.

## Description
Royal Feu est un étalon de robe baie, inscrit au stud-book du Selle français. Il toise 1,69 m.

## Indices
En 1997, sur 12 concours de niveau B1, il décroche 4 victoires et se place 4 fois. Il atteint un indice de saut d'obstacles (ISO) de 149 cette même année.

## Pedigree
Royal Feu est un fils de l'étalon Lord Gordon (par Almé) et de la jument Neurine, par Laudanum,. C'est un Selle français originel, ce qui signifie qu'il ne compte pas d'ancêtres d'origine autre que française dans son pedigree.

## Descendance
Royal Feu est approuvé à la reproduction en Selle français depuis 1994. Il s'est révélé être un étalon facile à croiser, père de nombreux chevaux fructueux en concours de saut d'obstacles. Il est le père de Mister des Vaux, Nayana, Romanee, Kir Royal Star, Magnus Romeo et Neptune du Chalet, entre autres. En 2019, il a effectué 1 044 saillies en 26 années de reproduction en France.